# Khánh Thi
Nguyễn Hồng Thi (sinh ngày 21 tháng 3 năm 1982), thường được biết đến với nghệ danh Khánh Thi, là một nữ vũ công khiêu vũ thể thao, biên đạo múa và ca sĩ người Việt Nam, hiện đang giữ chức Viện trưởng Viện Văn hóa – Nghệ thuật của Trường Đại học Kinh tế – Tài chính Thành phố Hồ Chí Minh kể từ năm 2023. Cô được mệnh danh là "kiện tướng dancesport" và thường được đánh giá là nữ vũ công hàng đầu tại Việt Nam của bộ môn thể thao này.
Khánh Thi sinh ra và lớn lên trong một gia đình nghệ thuật. Từ nhỏ, cha cô định hướng cho cô học múa. Ngay từ khi đi học, cô đã khẳng định được năng khiếu cũng như niềm đam mê với múa. Sau khi lớn lên, Khánh Thi chuyển sang học khiêu vũ thể thao và cùng Chí Anh du học sang Pháp, mở đầu cho sự nghiệp vất vả và thăng trầm. Sau khi giành được nhiều giải thưởng nhất định, cô chia tay Chí Anh để vào thành phố Hồ Chí Minh lập nghiệp. Nữ vũ công đã chọn Phan Hiển làm bạn nhảy. Họ đã cùng nhau đoạt được hai huy chương vàng trong Đại hội thể thao trong nhà Châu Á năm 2009. Sau đó, Khánh Thi giải nghệ với tư cách vận động viên chuyên nghiệp. Cô chuyển sang làm huấn luyện viên, trọng tài và tham gia giới giải trí Việt Nam. Tới năm 2022, cô tiếp tục huấn luyện Phan Hiển và bạn nhảy giành được 3 huy chương vàng trong khiêu vũ thể thao tại Đại hội Thể thao Đông Nam Á lần thứ 31.
Khánh Thi được báo chí Việt Nam gọi là "kiện tướng Dancesport" hay "Nữ hoàng Dancesport" bởi những cống hiến của cô cho khiêu vũ thể thao tại Việt Nam. Đời tư của cô cũng là một chủ đề được báo chí quan tâm. Khánh Thi có với Phan Hiển 3 người con. Hiện cô đang sống tại thành phố Hồ Chí Minh với vài trung tâm huấn luyện khiêu vũ thể thao do bản thân và Phan Hiển thành lập.

## Cuộc đời và sự nghiệp

### Thời thơ ấu
Khánh Thi tên thật là Nguyễn Hồng Thy, sinh ngày 21 tháng 3 năm 1982 tại Hà Nội. Cha của Khánh Thi là Nguyễn Bảo Đoàn, một người Việt gốc Trung Quốc từng được đào tạo âm nhạc tại Thượng Hải năm 1985. Mẹ cô là Phạm Thị Đông, một nghệ sĩ văn công từng tham gia Thanh niên xung phong và theo ngành thanh nhạc, cũng từng đoạt danh hiệu á hậu toàn quân những năm chiến tranh Việt Nam xảy ra. Khánh Thi có một người anh ruột hơn cô 10 tuổi là nghệ sĩ vĩ cầm Nguyễn Xuân Huy.
Ngày bé, gia đình Khánh Thi sống ở khu tập thể Học viện múa ở Cầu Giấy, Hà Nội. Chính vì thế, Khánh Thi được lớn lên trong môi trường nghệ thuật và được sống bên cạnh các nghệ sĩ múa có tên tuổi đã có niềm đam mê với nghệ thuật múa. Cô thường có thói quen quan sát những nghệ sĩ trong khu tập múa để vừa nhìn vừa tập theo. Cô cho biết từng được  đưa đến Nhạc viện Hà Nội học các loại đàn như đàn bầu, piano. Khác với người anh Xuân Huy thường được huấn luyện dạy dỗ một cách nghiêm khắc, Khánh Thi lại có được sự nuông chiều nhất định.
Năm Khánh Thi 7 tuổi, phát hiện ra con gái có năng khiếu múa,  cô đã quyết định định hướng cô theo con đường nghệ thuật. Trong kỳ học đầu tiên tại trường múa, Khánh Thi từng đứng hạng cuối cùng của lớp vì cơ thể bị cứng, điều này do cô từng đi học võ. Tuy vậy ngay từ lúc đang đi học, Khánh Thi đã khẳng định được năng khiếu của mình trong bộ môn nghệ thuật mà cô theo đuổi. Cô còn giành được vị trí múa chính trong một đoàn múa vào thời điểm đó. Mẹ Khánh Thi không định hướng cho cô học múa, vì cho rằng nghề này "vất vả". Vào một mùa hè, cuối khóa học lớp múa của cô có tổ chức một cuộc thi và Khánh Thi đã đứng nhất, qua đó cô tiếp tục học múa. Khánh Thi cũng từng là học trò của Câu lạc bộ Nghệ thuật tình thương do nghệ sĩ nhân dân Tường Vi thành lập.

### Khởi đầu sự nghiệp
Trong một lần tham dự cuộc thi nhảy ở Hà Nội, Khánh Thi đã gặp Chí Anh lần đầu tiên. Thời điểm đó cô đang học múa nhưng cũng đã biết đến Chí Anh, tuy bộ môn dancesport tại Việt Nam hiện giờ chưa phát triển nhưng tên tuổi Chí Anh đã được nhiều người biết tới. Chí Anh có tên thật là Hải Anh. Vài ngày sau, khi đang học ở trên trường, giáo viên Khánh Thi thông báo cho cả lớp múa của cô về việc sắp có cặp phụ huynh đến chọn bạn nhảy cho Chí Anh. Khánh Thi là người có đầy đủ các tiêu chuẩn mà họ chờ đợi. Vốn có chút cảm phục và ngưỡng mộ Chí Anh, Khánh Thi ngay lập tức nhận lời, dù khi đó cô đã học năm cuối của chuyên ngành múa.
Chí Anh – Khánh Thi đã được Ủy ban Thể dục thể thao dành sự chú ý từ lâu, tổ chức này đã cho cặp đôi hưởng 50% kinh phí ăn ở, luyện tập. 2 người chưa một lần gặp nhau, thậm chí chỉ xem nhau biểu diễn qua băng hình. Họ hoàn toàn tập luyện riêng và hầu như không có liên lạc nào cả. Nhưng chỉ một thời gian ngắn sau, Khánh Thi và Chí Anh đã kết hợp một cách ưng ‎ý và cùng nhau đi biểu diễn ở tất cả các quán bar, vũ trường, các đêm tiệc có nhu cầu tiết mục nhảy múa. Cả hai đã cùng nhau làm việc và kiếm được một khoản tiền không nhỏ. Năm 1999, cô và Chí Anh đã cùng lập nên vũ đoàn Bằng Linh và biểu diễn tại nhiều tỉnh thành trên Việt Nam vài tháng trước khi tốt nghiệp trường múa. Đây được xem là vũ đoàn đầu tiên tại Hà Nội. Năm 2000, cô tốt nghiệp trường múa và về làm việc tại Đoàn ca múa nhạc Trung ương. Vào thời điểm này, Khánh Thi chỉ nặng khoảng 40 kg (88 lb).

### Du học
Năm 2000 khi vừa tròn 18 tuổi, Khánh Thi chính thức theo đuổi khiêu vũ thể thao. Cô cùng với Chí Anh lên đường đi du học bộ môn này tại Pháp. Khi sang Pháp, hành trang của Chí Anh và Khánh Thi chỉ là một loạt túi va li chứa quần áo, đồ đạc, thậm chí cả mì ăn liền và chà bông cùng với số tiền hỗ trợ của gia đình. Những ngày đầu ở Pháp, cả hai gặp nhiều tình huống bất ngờ. Vì không biết tính toán, Khánh Thi và Chí Anh đã di chuyển một quãng đường dài 200 km bằng cách đi taxi đến nơi ở mới và phải trả một số tiền khổng lồ, thay vì phải trả một số tiền rất nhỏ nếu đi tàu điện ngầm. Khi đã ổn định nơi sinh hoạt xong, với chi phí sinh hoạt đắt đỏ, tiền nhà và tiền học đều đắt, số tiền cả hai mang theo đã nhanh chóng hết và họ phải gọi điện về xin tiền gia đình. Chính cô đã động viên Chí Anh vượt qua những khó khăn ban đầu đó để theo đuổi mơ ước. Một thời gian sau, khi đã quen với cuộc sống ở đất nước mới, cả hai mới vượt qua được cú sốc ban đầu và chuyên tâm vào công việc học hành. Để có chi phí trang trải cuộc sống và việc học tập, cả Khánh Thi và Chí Anh phải mất rất nhiều công sức. Chí Anh nhận việc rửa bát thuê ở các nhà hàng, còn Khánh Thi đi làm người giúp việc nhà cho các gia đình giàu có ở Pháp. Không phải là du học sinh nên họ không có thẻ để đi làm thêm một cách công khai, cả hai phải chấp nhận làm chui. Khánh Thi từng đi làm người giúp việc nhà, trông trẻ thuê, may vá.
Được mọi người chỉ bảo, Khánh Thi đã viết tờ rơi, thông báo xin việc làm. Tìm được giáo viên dạy khiêu vũ thể thao nhưng cả Khánh Thi và Chí Anh đều phải vô cùng vất vả mới theo đuổi được việc học. Thời điểm đó tại Pháp, khiêu vũ thể thao được cho là chỉ dành cho tầng lớp giàu có, quý tộc. Học phí mỗi giờ dạy lên tới 80 euro. Khánh Thi làm việc không có bằng cấp, bảo hiểm nên phải làm chui, chủ lao động đã ép cô xuống giá chỉ trả tiền lương 3 USD một giờ. Vì mong muốn trở thành một vận động viên chuyên nghiệp nên mỗi ngày Khánh Thi và Chí Anh phải dành 3 – 4 giờ để học nhảy và chịu mức học phí đắt đỏ.
Biết rằng học phí quá đắt, không thể dựa dẫm mãi vào gia đình nên cả hai đã phải lao vào công việc làm thêm, dù công việc đó khiến cuộc sống và việc học hành của họ vất vả và bị không ít cản trở. Một năm sau ngày du học, họ đã gặt hái được thành công đầu tiên với giải nhất cuộc thi khiêu vũ cấp câu lạc bộ.  Trong 5 năm du học châu Âu, Chí Anh và Khánh Thi đã đi rất nhiều nước để tích luỹ kinh nghiệm từ Pháp qua Đức, Ý, Anh, với hy vọng có thể theo học những huấn luyện viên khiêu vũ thể thao có trình độ cao ở các nước này. Trong thời gian du học, cô cùng Chí Anh nhanh chóng trở thành cặp đôi vàng của khiêu vũ thể thao tại Việt Nam.

### Tham gia thi đấu quốc tế và gặt hái thành công
Chí Anh và Khánh Thi đoạt Giải thưởng quốc tế đầu tiên là Cúp Sao Vàng (tương đương giải nhì) cuộc thi do Tổ chức chuyên nghiệp của Hội Vũ sư Pháp (AMDF) tổ chức tháng 6 năm 2003 tại Paris. Sau đó họ đoạt đồng giải nhì giải vô địch AMATEUR Pháp mở rộng tại Montreuil tháng 8 năm 2003, giải tư Cúp AMDF tháng 10 năm 2003, Cúp Vàng AMDF tháng 2 năm 2004. Tại cuộc thi mở rộng của Liên đoàn Khiêu vũ quốc tế (IDSF) tổ chức đầu tháng 4 năm 2004, Chí Anh và cô tham gia thi đấu cùng 60 đôi của 13 quốc gia khác, kết quả chung cuộc vào được vòng 2/5. Chỉ tính từ tháng 1 đến tháng 4 năm 2005, họ đã tham gia tới 12 giải đấu của IDSF và Pháp.
Năm 2005, Đại hội Thể thao Đông Nam Á được tổ chức tại Philippines. Thời điểm tháng 2 năm 2005, 30 trong tổng số 36 đội tuyển thể thao quốc gia của Việt Nam với khoảng 1.300 vận động viên và huấn luyện viên đã hoàn thành công tác tuyển chọn, chuẩn bị cho kì đại hội thể thao. Đội tuyển khiêu vũ thể thao của Việt Nam cũng đã có những thành viên đầu tiên khi cặp đôi Chí Anh – Khánh Thi được Ủy ban thể dục thể thao chính thức công nhận là tuyển thủ quốc gia từ ngày 1 tháng 1 năm 2005. Cũng khoảng giữa tháng đó, hai người đoạt giải nhì tại cuộc thi do ủy ban và Liên đoàn Khiêu vũ thể thao Pháp phối hợp tổ chức. Cùng với một vài cặp nhảy xuất sắc được lấy từ các câu lạc bộ phong trào, cặp nhảy Chí Anh – Khánh Thi được đánh giá là lực lượng tiên phong cho khiêu vũ thể thao tại Đại hội Thể thao Đông Nam Á lần thứ 23. Trong các ngày từ 16 đến 18 tháng 8 năm 2005, Chí Anh – Khánh Thi đã tham dự giải vô địch khiêu vũ thể thao Đức mở rộng tại Stuttgart trong nhóm Amateur Rising Stars Latin và đứng thứ 121 trong 149 cặp đầu tiên. Tại cuộc thi IDSF Open Latin, cặp đôi lọt vào vòng 4, đứng thứ 97 trong tốp 98 cặp đầu tiên.
Vào thời điểm 2006, Khánh Thi và Chí Anh được đánh giá là hai gương mặt hàng đầu về khiêu vũ thể thao của Việt Nam. Tại giải Tokyo mở rộng (nằm trong hệ thống thi đấu của Liên đoàn Khiêu vũ quốc tế IDSF), Chí Anh – Khánh Thi đã xếp thứ hạng 20 trên tổng số 61 cặp tham gia. Ở giải đấu tiếp theo là Festival các ngôi sao châu Á, có tổng cộng 26 cặp tham dự, cô cùng bạn nhảy đã lọt vào chung kết và giành vị trí thứ 6. Giới chuyên môn đánh giá khá cao thành tích của hai vận động viên này. Tháng 4 năm 2006, Chí Anh và Khánh Thi sẽ đại diện cho Việt Nam tham dự hai giải đấu lớn tại Hồng Kông, trong đó có giải Khiêu vũ thể thao châu Á. Ngoài ra, hai người sẽ tiếp tục chuyến tập huấn tại Đức để chuẩn bị cho các giải đấu lớn trong năm mà dự kiến sẽ góp mặt tại Đại hội thể thao châu Á lần thứ 15. Ngay sau giải Nhật Bản mở rộng, Chí Anh và Khánh Thi sẽ tham dự giải vô địch Khiêu vũ thể thao châu Á diễn ra từ ngày 15 đến 17 tháng 4 năm 2006 tại Loan Tể, Hồng Kông. Tại Đại hội Thể thao Đông Nam Á năm 2007 ở Thái Lan, cô cùng Chí Anh xếp vị trí thứ 4 ở bộ môn khiêu vũ thể thao. Trong 7 năm thi đấu cùng nhau, Khánh Thi và Chí Anh đã từng 3 lần liên tiếp giành chức vô địch quốc gia về nội dung Latin, từng đưa Việt Nam lọt vào top 10 tại giải vô địch châu Á, cũng như có mặt trong top 100 trong tổng số 3750 đôi nhảy của Liên đoàn Khiêu vũ thể thao thế giới.
Năm 2009, Khánh Thi và Chí Anh tuyên bố chính thức chia tay khi tên của hai người vừa được bộ môn khiêu vũ thể thao của Tổng cục Thể dục thể thao đưa vào vị trí đầu tiên trong danh sách tập huấn quốc gia cùng năm. Sự kiện này đã gây nên sự sửng sốt trong dư luận. Đầu tháng 3 năm 2009, cô vào Thành phố Hồ Chí Minh lập nghiệp. Sau khi tuyên bố chia tay Chí Anh, Khánh Thi tiết lộ đã tìm được bạn nhảy mới kém cô 11 tuổi là Phan Hiển (tên thật là Nguyễn Đoàn Minh Trường). Cô và Phan Hiển sẽ gặp lại Chí Anh tại giải đấu German Open Championship với tư cách là đối thủ. Trước khi trở thành bạn nhảy chính thức của Khánh Thi, Phan Hiền đã cùng với bạn nhảy là em họ Hoàng Mỹ An giành được một số giải thưởng trong nước và quốc tế. Trong khoảng thời gian tập luyện cùng Phan Hiển, thời gian kết hợp quá ngắn khiến Khánh Thi thường xuyên bị trầm cảm. Ngày 6 tháng 11 tại Cung thể thao Quần Ngựa diễn ra Đại hội Thể thao trong nhà Châu Á lần thứ 3, Khánh Thi cùng Phan Hiển giành được huy chương Vàng bộ môn khiêu vũ thể thao nội dung Jive lấy cảm hứng từ điệu moonwalk của Michael Jackson, giúp cho Khiêu vũ thể thao của Việt Nam chiếm vị trí Á quân. Vào những giờ thi đấu cuối cùng của Đại hội, cô và Phan Hiển tiếp tục ở giành huy chương vàng nội dung Rumba, cũng là tấm huy chương vàng cuối cùng mà đoàn thể thao Việt Nam giành được tại Đại hội. Phan Hiển trở thành học trò của Khánh Thi, cô liên tục đưa Phan Hiển tham gia nhiều cuộc thi trong và ngoài nước, đặc biệt là các game show truyền hình thực tế nổi tiếng để quảng bá tên tuổi.

### Giã từ sự nghiệp, làm huấn luyện viên và giám khảo

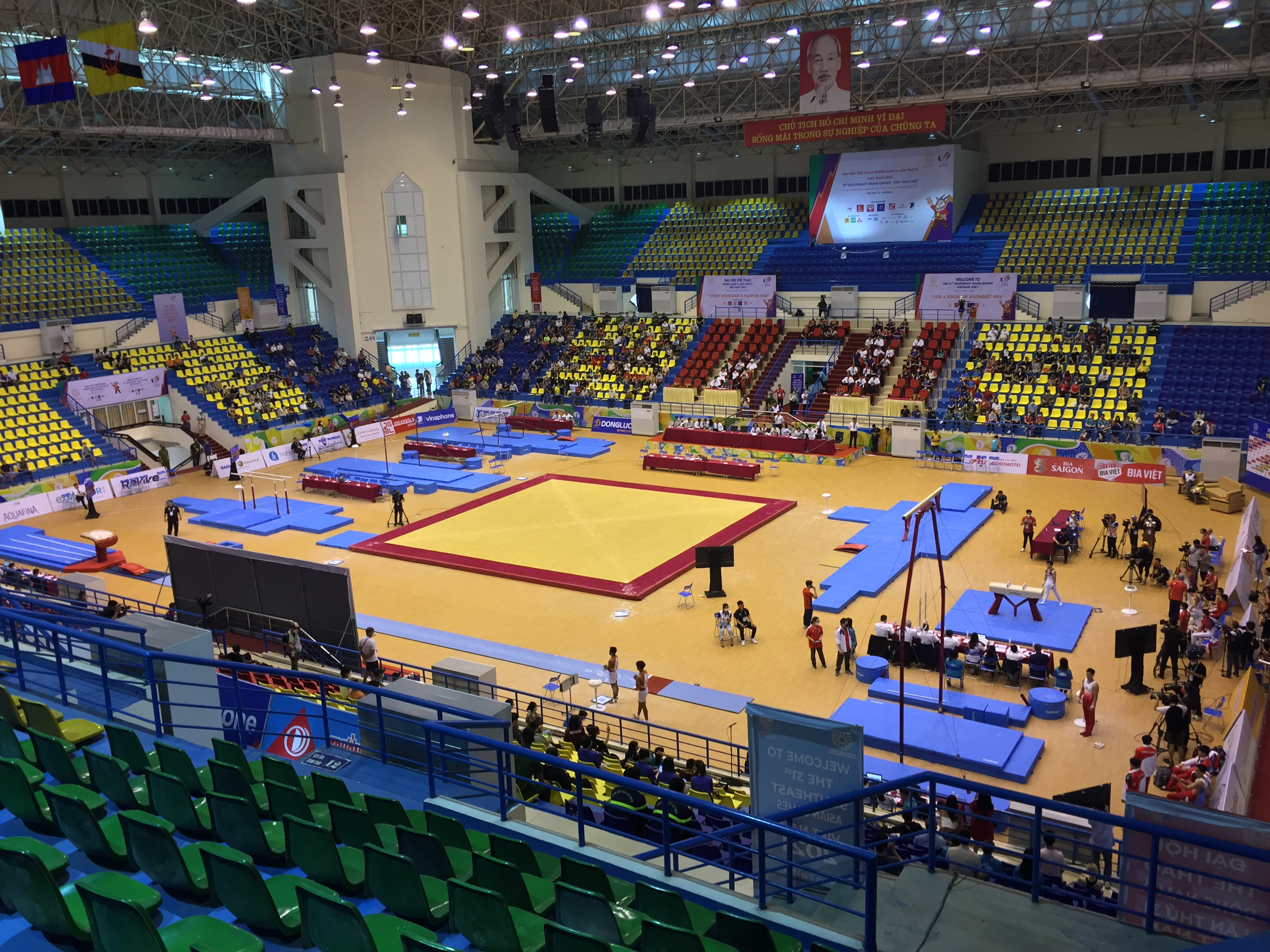
Cung thể thao Quần Ngựa năm 2022, là nơi Khánh Thi từng đoạt hai huy chương vàng và mở liveshow kỉ niệm 25 năm sự nghiệp. Đây cũng là nơi mà Phan Hiển giành được 3 huy chương vàng trong SEA Games 31.

Sau khi thành công với 2 Huy chương vàng Đại hội thể thao trong nhà Châu Á, Khánh Thi tuyên bố sẽ giã từ sự nghiệp thi đấu với tư cách của một vận động viên chuyên nghiệp để chú tâm vào kinh doanh, làm huấn luyện viên đào tạo các tài năng trẻ, đồng thời thử sức mình với vai trò ca sĩ và diễn viên. Cô cho biết bản thân đã từ giã sự nghiệp khiêu vũ chuyên nghiệp sớm hơn vài năm. Năm 2009. sau khi từ bỏ Hà Nội và vào Thành phố Hồ Chí Minh được 4 ngày, Khánh Thi tìm địa điểm cho việc mở câu lạc bộ Khiêu vũ thể thao của mình. Nửa tháng sau đó, cô khai trương câu lạc bộ.
Tính đến năm 2010, Khánh Thi sở hữu ba câu lạc bộ khiêu vũ thể thao mang tên mình, một studio, một xưởng may trang phục biểu diễn, cùng những bộ trang phục dạ hội do chính tay cô thiết kế. Cô còn nuôi tham vọng xây dựng tên tuổi trong lĩnh vực thời trang. Cùng năm, cô tham dự chương trình Bước nhảy hoàn vũ với tư cách là giám khảo, cũng là người làm giám khảo đủ 8 mùa phát sóng của chương trình. Khánh Thi có màn biểu diễn cùng vũ công Đức Tuấn trong dòng nhạc trữ tình tại đêm chung kết mùa 1 của chương trình, diễn ra vào tối ngày 20 tháng 6. Trong vòng sơ khảo chương trình Bước nhảy hoàn vũ nhí năm 2014 tại Thành phố Hồ Chí Minh, cô và Trần Ly Ly đảm nhận vai trò cố vấn chuyên môn. Tuy vậy, khi chương trình phát sóng, Khánh Thi lại đảm nhận vai trò người dẫn chương trình. Năm 2015, cô tiếp tục đảm nhận vai trò cố vấn cho vòng sơ khảo. Khánh Thi tỏ ra phấn khích với những tài năng nhỏ tuổi.
Tại Đại hội Thể thao Đông Nam Á 2019 ở Philippines, Khánh Thi huấn luyện Phan Hiển và Nguyễn Trọng Nhã Uyên tham gia thi đấu giành huy chương vàng nội dung Jive, 2 huy chương nội dung samba và nội dung 5 điệu tổng hợp. Tại Đại hội Thể thao Đông Nam Á 2021 diễn ra tại Việt Nam, cựu vũ công tiếp tục làm công việc huấn luyện viên trưởng, phụ trách hai vận động viên khiêu vũ thể thao là Phan Hiển và Đặng Thu Hương. Tuy sau cùng đồng ý nhận lời nhảy với Phan Hiển nhưng Đặng Thu Hương đã từ chối tham gia 2 lần vì từng nghĩ đến chuyện giải nghệ. Để chuẩn bị cho kỳ đại hội diễn ra trên sân nhà, cô cùng Phan Hiển và Thu Hương đã đi tập huấn ở Châu Âu và tham dự các giải đấu quốc tế để học hỏi kinh nghiệm trong nhiều tháng. Bên cạnh việc tập luyện chuyên môn, Khánh Thi tỏ ra lo lắng đến khâu trang phục thi cho chồng và bạn nhảy. Vì thế, cô đã quyết định đặt hàng từ nhà thiết kế thời trang Ý lên ý tưởng và may đo 3 bộ trang phục khác nhau cho mỗi người để trình diễn ở 3 nội dung thi đấu. Chi phí cho trang phục lên tới khoảng 300 triệu đồng. Khánh Thi còn mang theo 5 kg (11 lb) gạo và nồi cơm điện để tự tay nấu ăn phục vụ hai vận động viên. Cặp đôi Phan Hiển – Đặng Thu Hương giành được 3 huy chương vàng ở điệu nhảy Paso doble, Jive và 5 điệu Latinh chỉ trong ngày 16 tháng 5. Khánh Thi khẳng định với lực lượng như hiện nay, khiêu vũ thể thao Việt Nam sẽ đoạt giải cao ở quốc tế.
Khánh Thi và Phan Hiển cũng là người đầu tiên đứng ra tổ chức giải khiêu vũ thể thao riêng với tên gọi CK Open từ năm 2007. Năm 2019, CK Open là giải khiêu vũ thể thao lớn nhất Việt Nam với khoảng 1.000 vận động viên tham dự, quy tụ tất cả vận động viên trên Việt Nam cùng nhiều vận động viên, trọng tài quốc tế. Chi phí tổ chức giải lên tới hàng tỉ đồng, được huy động vốn hoàn toàn từ xã hội. Họ cũng tham gia vận động thành lập Liên đoàn Khiêu vũ thể thao Việt Nam và tách bộ môn này khỏi Liên đoàn Thể dục Việt Nam.
Vào ngày 12 tháng 6 năm 2024, Khánh Thi thông báo rằng cô trở thành trọng tài đầu tiên của Việt Nam có bằng trọng tài WDSF PD, được cấp bởi Liên đoàn khiêu vũ thể thao Thế giới. Đây là dấu mốc quan trọng thứ hai trong sự nghiệp trọng tài dancesport của kiện tướng dancesport người Hà Nội. Năm 2017, cô đã được cấp bằng WDSF license A.

### Vai trò ca sĩ
Khánh Thi có khả năng hát và sáng tác lời Việt cho một số ca khúc nhạc ngoại. Vũ công Đức Tuấn và ca sĩ Siu Black là người truyền cảm hứng cho Khánh Thi dấn thân vào giới giải trí Việt Nam với ca trò là ca sĩ. Khánh Thi đầu tư nhiều công sức và tâm huyết cho lần công khai lấn sân sang lĩnh vực ca sĩ. Cô đã chuẩn bị nghiêm túc cho vai trò ca sĩ trong suốt một thời gian dài, đó là những buổi luyện thanh cùng các giảng viên thanh nhạc tại trường nhạc Academy của ca sĩ Siu Black.
Cuối năm 2011, Khánh Thi cho ra mắt video âm nhạc đầu tay mang tên "Bỏ mặc mùa đông", một bài hát nước ngoài lời Việt có nội dung về một người con gái đang say đắm trong tình yêu thì chàng trai đến với tình yêu mới. Khánh Thi thường vào phòng thu lúc 3 giờ sáng để thu âm. Video ca nhạc này có liên quan đến chuyện tình 10 năm của cô và Chí Anh. Sau "Bỏ mặc mùa đông", Khánh Thi sẽ ra mắt hai video âm nhạc mang tên "Come back to me", "Thoáng qua" trên nền nhạc Latinh. Trong cuộc trò chuyện với nhà báo Minh Đức ở chương trình truyền hình "Chuyện của sao", Khánh Thi còn gây được sự bất ngờ khi trổ tài hát cải lương. năm 2013, Khánh Thi hóa thân thành một nữ cao bồi nhảy múa cùng các chàng trai trên sa mạc trong sản phẩm âm nhạc "Người đẹp", cũng là album định hướng cho phong cách của cô khi chuyển sang lĩnh vực ca hát. Năm 2014, Khánh Thi ra mắt 2 video ca nhạc, trong đó "Một phần trong tôi" là một dự án cô dành tặng cho cộng đồng LGBT. Nhân ngày Nhà giáo Việt Nam 20 tháng 11 năm 2016, Khánh Thi tung video ca nhạc "Cô ơi đừng khóc", trong đó cô vào vai "một cô giáo tận tụy nhưng lại bị học trò lãng quên, thậm chí hắt hủi".
Nhân dịp Tết nguyên đán năm 2021, Khánh Thi ra mắt video "Nụ cười xuân". Video ca nhạc này được cô thực hiện gấp gáp chỉ trong vòng ít ngày để kịp phát hành trước thời điểm giao thừa. Ca khúc "Nụ cười xuân" của nhạc sĩ Hoàng Thy được Khánh Thi thu âm trước đó 8 năm nhưng tới năm 2021 cô mới có ý định quay video ca nhạc cho bài hát. Cô cũng mời mẹ ruột của mình tham gia video này khi bà đã 73 tuổi.

### Tham gia các chương trình giải trí và hoạt động khác
Khánh Thi từng song ca cùng Linh Hoa – quán quân của Bước nhảy hoàn vũ nhí 2014, ngoài ra cô từng xuất hiện trong vai trò khách mời của chương trình Ghế không tựa vào năm 2014. Ngày 18 tháng 3, trong chương trình "Sài Gòn đêm thứ 7" phát trên kênh VTV9, Khánh Thi không những thể hiện những điệu múa do chính cô biên đạo mà còn kết hợp với Vương Khang thể hiện ca khúc "Tuổi đá buồn", một sáng tác nổi tiếng của nhạc sĩ Trịnh Công Sơn. Cô cũng giành được cúp trong tập 8 mùa 7 của chương trình Ơn giời cậu đây rồi!, phát sóng vào tháng 7 năm 2020 trên VTV3. Cùng năm, cô cũng gặp sự cố về vấn đề giày dép trong chương trình "Vũ điệu vàng" phát sóng trên HTV7 khi cô đi chân trần lên sân khấu biểu diễn. Khánh Thi và Phan Hiển cũng tham gia buổi họp báo công bố Top 20 thí sinh đoạt giải của chương trình So You Think You Can Dance 2016. Họ cũng tham gia chương trình Bữa trưa vui vẻ phát sóng trên VTV6 đầu năm 2018.
Ngày 10 tháng 6 năm 2017, Khánh Thi tổ chức liveshow kỷ niệm 25 năm sự nghiệp của cô tại Cung thể thao Quần Ngựa, Hà Nội. Đây được xem là liveshow đầu tiên của cô thiên về bộ môn khiêu vũ thể thao, nhưng cô cũng sẽ tự trình diễn và phối hợp với bạn nhảy rất nhiều thể loại nhảy múa khác như Tap dance, Tango, Pasco, Jive, Samba, Jazz, Cha cha cha, Rumba, swing... cũng như xiếc và ca hát. Liveshow dự kiến kéo dài hơn 2 tiếng, có 3 phần với 30 tiết mục, ngoài ra còn có sự tham gia của nhiều nghệ sĩ nổi tiếng ở các lĩnh vực nghệ thuật.
Khánh Thi xuất hiện tại chương trình kick-off của cuộc thi "Khởi nghiệp đổi mới sáng tạo" do Trường Đại học Kinh tế – Tài chính Thành phố Hồ Chí Minh tổ chức ngày 30 tháng 3 năm 2021 nhằm chia sẻ về hành trình khởi nghiệp của bản thân. Trong thời điểm đại dịch COVID-19 diễn ra tại Việt Nam, Khánh Thi cùng bạn đời Phan Hiển đã đến Bến Tre để lắp máy lọc nước và tặng bồn nước sau nhiều ngày kêu gọi các mạnh thường quân. Tổng chi phí mà cô và Phan Hiển ủng hộ lên tới 83 triệu đồng. Cô cùng xuất hiện với Phan Hiển trên sàn catwalk tại Tuần lễ thời trang Quốc tế Việt Nam năm 2022. Bộ ảnh mừng sinh nhật 40 tuổi của Khánh Thi cũng được báo chí đưa tin. Ngày 10 tháng 5 năm 2023, Khánh Thi được bổ nhiệm làm Viện trưởng Viện Văn hóa – Nghệ thuật tại Trường Đại học Kinh tế – Tài chính Thành phố Hồ Chí Minh.

## Đời tư

### Mối quan hệ với Chí Anh
Khánh Thi từng có mối quan hệ 10 năm với Chí Anh. Hai người từng được xem là "cặp đôi vàng đỉnh cao" của khiêu vũ thể thao Việt Nam. Khánh Thi và Chí Anh được cho là thanh xuân của nhau. Khi Khánh Thi mới 17 tuổi, cô đã gắn bó với Chí Anh. Khi đi du học nước ngoài, cô và Chí Anh đã cùng nhau trải qua một cuộc sống vất vả để có tiền trang trải cho việc học khiêu vũ thể thao. Cô chia tay Chí Anh vào năm 2009 sau khi cả hai trở về Việt Nam. Trước khi chia tay, cặp đôi vũ công này đã đoạt được một số giải thưởng và thành tích trong nước cũng như quốc tế đáng chú ý. Sự kiện Khánh Thi và Chí Anh chia tay nhau đã gây ra sự sửng sốt và tiếc nuối cho dư luận, thậm chí là khiến cả gia đình hai bên "sốc".
Tờ VietNamNet cũng liệt kê Khánh Thi là người đầu tiên trong 3 người phụ nữ quan trọng nhất sự nghiệp của Chí Anh. Nhìn chung mối quan hệ của họ sau khi chia tay là tốt. Khánh Thi và Chí Anh vẫn cùng nhau xuất hiện trong nhiều sự kiện và các chương trình lớn. Cô từng mời Chí Anh tham gia liveshow kỉ niệm 25 năm sự nghiệp của mình. Năm 2018, họ có buổi gặp mặt báo chí tại Hà Nội để làm rõ vụ việc học trò bị trao nhầm giải. Bản thân Chí Anh cũng tới chúc mừng Phan Hiển sau khi Phan Hiển được nhà nước Việt Nam trao tặng Huân chương Lao động hạng Ba.

### Mối quan hệ với Phan Hiển
Năm 2009, sau khi chia tay Chí Anh, Khánh Thi chính thức công bố tìm được bạn nhảy mới là Phan Hiển. Gia đình Phan Hiển đã mời Khánh Thi về làm huấn luyện viên cho con trai. Sau thời gian dài tập luyện và gắn bó tại các cuộc thi trong nước và quốc tế, anh đã phải lòng cô giáo của mình. Phan Hiển thừa nhận anh yêu Khánh Thi từ khi chưa đầy 17 tuổi. Từ mối quan hệ cô trò, họ dần nảy sinh tình cảm. Thời điểm công khai mối quan hệ, cặp đôi đã gây ra một cú sốc lớn và phải nhận về nhiều ý kiến trái chiều của dư luận. Bên cạnh đó, cuộc tình này cũng được xem là "gây bão" và có nhiều người ngưỡng mộ tại Việt Nam.  Phan Hiển trở thành học trò của Khánh Thi, cô liên tục đưa Phan Hiển tham gia nhiều cuộc thi trong và ngoài nước, đặc biệt là các game show truyền hình thực tế nổi tiếng để quảng bá tên tuổi.
Năm 2009 tại Đại hội Thể thao trong nhà Châu Á lần thứ 3, Khánh Thi cùng Phan Hiển giành được huy chương Vàng bộ môn khiêu vũ thể thao nội dung Jive và nội dung Rumba. Tại Đại hội Thể thao Đông Nam Á 2019 ở Philippines, Khánh Thi tiếp tục huấn luyện Phan Hiển thi đấu giành huy chương vàng nội dung Jive, 2 huy chương nội dung samba và nội dung 5 điệu tổng hợp. Tại Đại hội Thể thao Đông Nam Á 2021, cô tiếp tục làm công việc huấn luyện viên trưởng cho Phan Hiển. Khánh Thi chuẩn bị kĩ lưỡng từ công tác chuyên môn đến hậu cần phục vụ cho Phan Hiển và bạn nhảy. Phan Hiển và Đặng Thu Hương giành được 3 huy chương vàng ở điệu nhảy Paso doble, Jive và 5 điệu Latinh chỉ trong ngày 16 tháng 5. Nửa năm trước khi Phan Hiển đoạt giải, cô đã chuẩn bị bỏ ra một số tiền lớn tới 1 tỷ đồng để mừng Phan Hiển lập kỳ tích, trong đó món quà mà cô chọn là siêu xe phân khối lớn của Harley-Davidson. Sau khi Phan Hiển đoạt giải, Khánh Thi quyết định dừng việc làm huấn luyện viên cho anh.
Tháng 8 năm 2021, Khánh Thi mở livestream vào rạng sáng, cô khóc nức nở trong bóng tối, liên tục ho và nói những câu tiêu cực. Cô đã thay đổi dòng trạng thái trên Facebook thành "độc thân" và khiến nhiều hâm mộ cho rằng cặp đôi đang gặp vấn đề trục trặc tình cảm. Tuy vậy sau đó, Phan Hiển đã giải thích rằng hai người vẫn "rất hạnh phúc", thậm chí còn mở livestream quay hình anh đang cắt tóc, chăm sóc Khánh Thi.
Cùng năm, Phan Hiển cho biết anh và Khánh Thi vừa xây dựng thêm trung tâm đào tạo khiêu vũ thể thao mới tại quận Bình Thạnh. Sau khi Phan Hiển đoạt thành tích cao tại Đại hội Thể thao Đông Nam Á lần thứ 31, Khánh Thi và Phan Hiển tuyên bố sẽ kết hôn vào cuối năm 2022. Trong chương trình "Khách sạn 5 sao" phát trên VTV3 ngày 24 tháng 7 năm 2022, Phan Hiển chính thức cầu hôn Khánh Thi. Tháng 8, hai người đăng ảnh cưới lên mạng xã hội và sang Pháp để chụp ảnh cưới. Trong một cuộc phỏng vấn với báo Thanh Niên, Phan Hiển cho biết đám cưới của anh và Khánh Thi dự kiến sẽ tổ chức vào ngày 22 tháng 12 cùng năm. Tuy vậy, vào sáng ngày 12 tháng 12, Khánh Thi và Phan Hiển đã tổ chức lễ thành hôn tại tư gia ở thành phố Hồ Chí Minh. Báo chí Việt Nam cho biết cặp đôi đã sử dụng tới 15.000 bông hoa hồng và nhiều loại hoa lá khác để trang trí cho buổi lễ này. Chỉ sau ngày 12 tháng 12, gia đình Phan Hiển mới chính thức công nhận Khánh Thi là con dâu. Trước đó hai ngày, họ bay ra Quảng Ninh để tham gia Đại hội Thể thao Toàn quốc 2022. Phan Hiển cùng bạn nhảy Thu Hương đã giành huy chương vàng Latin toàn năng và điệu đơn Paso. Sáng ngày 17 tháng 12, Khánh Thi và Phan Hiển đã tổ chức lễ cưới tại nhà thờ Giáo xứ Thánh mẫu Phú Nhuận, Thành phố Hồ Chí Minh theo nghi thức Công giáo.

### Con cái
Đầu năm 2015, Khánh Thi lộ ảnh đang mang thai con đầu lòng, nhưng cô không công khai danh tính của cha đứa trẻ. Vì vậy khi biết được cha đứa trẻ là Phan Hiển, công chúng đã gây sức ép cho cô. Trong khoảng thời gian Khánh Thi đang mang thai, vì quá áp lực nên tuần nào cô cũng phải nhập viện. Cô chính thức sinh con trai đầu lòng vào ngày 17 tháng 7 năm 2015. Con trai cô được đặt tên là Nguyễn Minh Cường, biệt danh ở nhà là Kubi. Con trai cô có quyết tâm theo đuổi nghề nghiệp của cha mẹ.
Khánh Thi sinh con gái vào tháng 6 năm 2018, với thời gian sinh sớm hơn 1 tháng. Khánh Thi được chỉ định phải đẻ mổ gấp, do đó con gái cô chỉ nặng 2,2 kg (4,9 lb), phải nằm trong lồng kính và sau đó đã được đón về sau 3 tuần chăm sóc đặc biệt. Sau khi sinh con thứ 2, cô bị trầm cảm nhẹ. Trong dịp mừng sinh nhật 4 tuổi, con gái của cô được tiết lộ có tên thật là Vương Diễm, biệt danh Anna.
Đầu năm 2023, Khánh Thi cho biết đã lên kế hoạch và tới tháng 3, cô chính thức thông báo bản thân đã đang mang thai đứa con thứ ba. Khánh Thi sinh con gái thứ ba vào ngày 9 tháng 9.
Gia đình cô thường đi chụp ảnh, Khánh Thi cũng hay đưa các con của mình tới tham dự nhiều sự kiện khác nhau. Khánh Thi cho biết trước khi chưa lập gia đình và sinh con, có thời điểm vòng eo của nữ vũ công dưới 60 cm (24 in). Sau khi sinh con, cô đã giảm được hơn 12 kg (26 lb) chỉ trong vòng hơn 6 tháng. Chế độ ăn uống cũng được Khánh Thi cũng được tuân thủ nghiêm ngặt: hạn chế tinh bột, chủ yếu ăn salad, hoa quả, uống nhiều nước.

## Đánh giá và hình tượng công chúng
Khánh Thi, báo điện tử Sức khỏe và Đời sống, 22 tháng 3 năm 2022
Với các danh xưng "Nữ hoàng Dancesport", "kiện tướng Dancesport" mà báo chí Việt Nam thường dùng để gọi cô, Khánh Thi được xem là một trong những người đặt nền móng cho sự phát triển của khiêu vũ thể thao tại Việt Nam. Cô cũng là người khởi xướng và phổ cập hóa khiêu vũ thể thao vào Việt Nam một cách bài bản. Giai đoạn cuối thập niên 2010, Chí Anh và Khánh Thi được báo chí coi là cặp đôi không có đối thủ tại các giải trong nước. Vào thời điểm đạt được một số giải thưởng lớn, giới chuyên môn đánh giá khá cao thành tích của hai vận động viên này. Cô đã cùng các cộng sự như Chí Anh, Trần Ly Ly có nhiều đóng góp cho bộ môn này. Khánh Thi là giám khảo quen mặt của hầu hết các cuộc thi nhảy ở Việt Nam. Sau khi liên tiếp mở những trường đào tạo khiêu vũ thể thao chuyên nghiệp, Khánh Thi trở thành vũ công hiếm hoi tại Việt Nam kiêm luôn nghề giảng dạy. Tờ Quân đội Nhân dân nhận định Khánh Thi rằng niềm đam mê, kinh nghiệm, nhiệt huyết với khiêu vũ đã đưa cô trở thành nhân vật không thể thiếu trên "ghế nóng" của các cuộc thi nhảy, khiêu vũ cấp quốc gia và quốc tế tổ chức tại Việt Nam.
Trong những năm phát sóng Bước nhảy hoàn vũ, Khánh Thi luôn trở thành gương mặt đáng chú ý trên báo chí Việt Nam. Cô cho rằng danh xưng "nữ hoàng Dancesport" chỉ là cách gọi trìu mến và chỉ là một vị trí trong lòng người hâm mộ mà cô rất trân trọng, song Khánh Thi vẫn phủ nhận danh xưng này. Ngoài việc đào tạo các vận động viên khiêu vũ thể thao cho đội tuyển quốc gia, Khánh Thi còn mở các trung tâm đào tạo riêng để phục vụ nhu cầu của những người thích khiêu vũ, đồng thời giới thiệu rộng rãi bộ môn này. Trung tâm đào tạo khiêu vũ thể thao của Khánh Thi mở tại 2 thành phố lớn Hà Nội và Thành phố Hồ Chí Minh thu hút nhiều trẻ em theo học.

## Tranh cãi
Cuối năm 2010, Khánh Thi cùng nghệ sĩ hài Nguyễn Công Vượng sang thành phố Thượng Hải, Trung Quốc để quay tiểu phẩm hài. Hai người đã bị cảnh sát Trung Quốc mời về đồn nhưng nhanh chóng được hoá giải hiểu lầm, lý do dẫn tới sự việc này là "không được phép tụ tập đông người". Năm 2013, Khánh Thi đảm nhận vai trò "người đồng hành" trong chương trình "Got to dance" phiên bản Việt hoá, một vai trò không chỉ là người dẫn chương trình mà còn là người cùng đánh giá các phần thi của thí sinh. Tuy vậy cô đã cắt liên lạc với chương trình trước ngày ghi hình gây xôn xao dư luận.
Năm 2016, Khánh Thi "tổn thương nặng nề" khi bị học trò miệt thị. Cô đã không kiềm chế được cảm xúc và quyết định huỷ kết bạn trên Facebook với hai học trò và viết một dòng trạng thái bày tỏ sự tức giận. Trước đó, nữ vũ công cũng bị phụ huynh học sinh chỉ thẳng mặt và xúc phạm. Năm 2018, nữ vũ công tỏ ra bức xúc trước sự việc học trò của cô bị trao nhầm giải. Việc lên tiếng trên mạng xã hội để tìm kiếm sự công bằng cho chính mình trong giới vận động viên Việt Nam xưa nay được xem là hiếm dù trên thực tế đã có không ít những trường hợp kết quả bị thay đổi mà không rõ lý do. Cô có thái độ quyết liệt nhưng có thể sẽ không nhận được câu trả lời nào từ phía những người có trách nhiệm, thậm chí có khả năng phải đối mặt với án kỷ luật vì những phát ngôn của mình.

## MV đã ra mắt
| Tên MV                          | Năm ra mắt | Nguồn tham khảo |
| ------------------------------- | ---------- | --------------- |
| "Bỏ mặc mùa đông"               | 2011       | [ 61 ]          |
| "Người đẹp"                     | 2013       | [ 62 ]          |
| "Một phần trong tôi"            | 2014       | [ 63 ]          |
| "Ngày anh đến bên em"           | 2014       | [ 140 ]         |
| "Cô ơi đừng khóc"               | 2016       | [ 141 ]         |
| "Cố lên cô gái nhỏ"             | 2016       |                 |
| "Tâm sự với con"                | 2017       | [ 142 ]         |
| "Nụ cười xuân"                  | 2021       | [ 143 ]         |
| "Em phải sống cho em nhiều hơn" | 2021       | [ 144 ]         |
| "Ngày trọng đại"                | 2022       | [ 145 ]         |